# Бакін Віктор Іванович
Віктор Іванович Бакін (нар. 24 лютого 1965, Амурська область, СРСР) — російський актор театру та кіно, актор дубляжу. Відомий під творчим псевдонімом Аболдуєв.

## Біографія
Віктор Бакін народився 24 лютого 1965 року в Амурській області. У 1992 році закінчив Вище театральне училище імені Б.В. Щукіна. Після навчання грав у театрі «Учена мавпа», а з 2003 по 2007 рік був актором Театру Сатири.
Віктор Бакін відомий своїми ролями у кіно та театрі. Його фільмографія налічує 45 робіт у кіно, знятих у період з 1968 по 2017 рік. Він також активно працює як актор дубляжу, озвучуючи фільми та мультфільми.
Творчий псевдонім актора — Аболдуєв, його справжня прізвище — Бакін.
Віктор Бакін одружений з Мариною Бакіною.

## Фільмографія
- 45 фільмів (1968—2017)

## Театральні роботи
- Театр «Учена мавпа»
- Театр Сатири (2003—2007)